# شاهین سردار علی
شاهین سردار علی استاد حقوق پاکستانی بریتانیایی و نویسنده ای است که قبلاً ریاست کمیسیون ملی وضعیت زنان پاکستان را بر عهده داشت. او استاد حقوق در دانشگاه وارویک است.

## زندگی‌نامه
شاهین، که یک پشتون است، در سال ۱۹۵۵ در سوات در پاکستان به دنیا آمد و لیسانس، لیسانس و فوق لیسانس خود را در رشته علوم سیاسی از دانشگاه پیشاور اخذ کرد. بورسیه تحصیلی کشورهای خارجی و مشترک المنافع به او اجازه داد تا در سال ۱۹۹۰ به انگلستان بیاید تا مدرک ال ال ام در رشته حقوق بین‌الملل را از دانشگاه هال دریافت کند. او به پاکستان بازگشت و در سال ۱۹۹۵ به مقام استادی در دانشگاه پیشاور دست یافت. سه سال بعد، او به انگلستان بازگشت و به عنوان مدرس حقوق در دانشگاه وارویک تدریس کرد. زمینه‌های تحقیقاتی و آموزشی او شامل حقوق بین‌الملل حقوق بشر، حقوق زنان و کودکان و حقوق اسلامی و فقه است.
علی به زبان‌های اردو، پشتو و پنجابی مسلط است و می‌تواند عربی بخواند و بنویسد و به زبان فارسی نیز آشنایی دارد. علاوه بر این، او به عنوان مشاور برای شورای بریتانیا، بانک جهانی، UNIFEM، سازمان جهانی کار، فرماندهی دفاع هوافضای آمریکای شمالی و Radda Barnen خدمت می‌کند و یکی از اعضای کارگروه شورای بریتانیا در مورد جنسیت و توسعه است. علی اغلب در برنامه‌های رادیویی و تلویزیونی مشارکت می‌کند و به عنوان مفسر در امور جاری و مناظره ظاهر می‌شود.
او قبلاً عضو و نایب رئیس کارگروه دفتر کمیساریای عالی حقوق بشر سازمان ملل متحد (OHCHR) در مورد بازداشت خودسرانه بود.
او با علی ازدواج کرده و دارای دو دختر به نام‌های گلسنگا و زارا و یک پسر به نام استفندیار است.

## آثار
- Gender and Human Rights in Islam and International Law: Equal Before Allah, Unequal Before Man? (2000) شابک ‎۹۰−۴۱۱−۱۲۶۸−۵
- Development Processes: Some experiences from the North West Frontier of Pakistan (2002)
- Indigenous Peoples and Ethnic Minorities of Pakistan: Constitutional and Legal Perspectives (2013) شابک ‎۹۷۸۱۱۳۶۷۷۸۶۸۱